# Bataille de Muret
Pour les articles homonymes, voir Muret.
Croisade des albigeois
Batailles
Chronologie de la croisade des albigeois
- Béziers
- Carcassonne

- Minerve
- Termes
- Lavaur
- Montgey
- 1er Toulouse
- Castelnaudary
- Muret

- Beaucaire
- 2e Toulouse
- Marmande
- Baziège
- 3e Toulouse

- Avignon
- Montségur

La bataille de Muret eut lieu le 12 septembre 1213 près de Muret, dans la plaine à 25 km au sud de Toulouse dans le cadre de la croisade des albigeois. C'est une bataille importante où se sont affrontés d'un côté le comte de Toulouse Raymond VI et ses alliés le comte de Foix Raymond-Roger, le roi d'Aragon Pierre II le Catholique et Bernard IV de Comminges, et de l'autre les troupes croisées commandées par Simon de Montfort.
Lassé de l'ingérence et des assauts du parti du pape et des croisés, et renforcé par le prestige de la victoire de Las Navas de Tolosa sur les Maures (1212), le roi d'Aragon ose finalement soutenir son allié toulousain, tolérant envers les cathares. Le roi et ses vassaux ou alliés attaquent la forteresse de Muret conquise en 1212 par Simon de Montfort. Celui-ci est en claire infériorité numérique, mais la place tient. Pierre II d'Aragon est tué dans la bataille, son fils est fait prisonnier par les croisés et les milices toulousaines sont massacrées. Simon de Montfort, en gagnant la bataille de Muret, va marquer le prélude de la domination française sur le Languedoc et la fin de l'expansion de la couronne d'Aragon au nord.

## Contexte

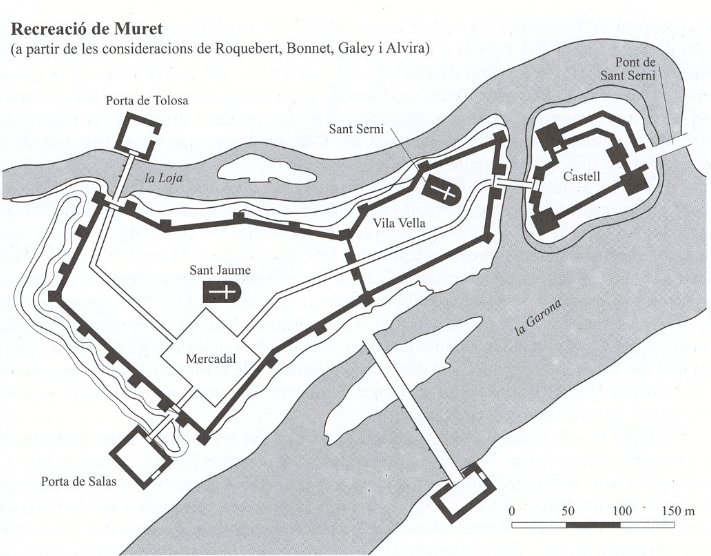
Plan de la cité de Muret en 1213, œuvre de F. X. Hernández.

Plan de la bataille de Muret.

Depuis quatre ans, une armée de croisés opère dans les possessions du Sud de la France dans le but d'éradiquer l'hérésie cathare, laquelle s’était répandue sur les terres occitanes où elle entrait en concurrence avec l’Église catholique apostolique et romaine. Bien qu’il eût appelé à la croisade contre le catharisme, le pape Innocent III essaya une réconciliation avec le comte de Toulouse, Raymond VI mais Arnaud Amaury, le légat pontifical et Simon IV de Montfort s’efforçaient de briser les négociations par l’imposition au comte toulousain de dures conditions. Après les sièges de Béziers et de Carcassonne (1209), Simon IV de Montfort a accepté de poursuivre la lutte. Il avait d'abord fait la conquête des vicomtés de Raymond-Roger Trencavel, puis s'était attaqué au comte de Toulouse. La croisade tourne rapidement à la guerre de conquête. Le roi Pierre II d'Aragon, également comte de Barcelone et seigneur de Montpellier, était alors suzerain d'un certain nombre de seigneurs languedociens, dont le vicomte Trencavel. Inquiet de la venue de cette croisade qui nuisait à son influence et à ses ambitions, il se propose plusieurs fois en médiateur entre les belligérants, et ne reconnut Simon de Montfort comme vicomte de Carcassonne et de Béziers que du bout des lèvres. Ne voulant pas se brouiller avec l'Église, il ne pouvait pas soutenir militairement le comte de Toulouse.
D'autre part, il était également en lutte contre les Maures d'Espagne, qu'il battit à Las Navas de Tolosa le 17 juillet 1212. Auréolé de ce prestige, il plaide la cause du comte de Toulouse auprès du pape Innocent III, qui décida d'ouvrir le concile de Lavaur. Ce concile n'aboutit pas et, le 21 janvier 1213, le roi d'Aragon prend officiellement Raymond VI, comte de Toulouse, Raymond-Roger, comte de Foix, Bernard IV, comte de Comminges, et Gaston VI, vicomte de Béarn, sous sa protection et reçoit leur hommage.
Philippe II Auguste, roi de France, dont les droits sur le Sud du royaume étaient lésés par cet hommage, voulut envoyer son fils Louis prêter main-forte, mais doit au dernier moment l'envoyer combattre le roi d'Angleterre, ce qui oblige Simon à attendre d'autres contingents de croisés, menés par les évêques d'Orléans et d'Auxerre. Pendant ce temps, le château de Pujols est assiégé puis pris par les Languedociens et les Catalans ; sa garnison est massacrée.
À la fin du mois d'août 1213, Pierre II, qui a fini ses préparatifs, franchit les Pyrénées, prend les places fortes en bord de Garonne, lesquelles se rendent, rejoint ses nouveaux alliés et commence le 8 septembre le siège de Muret, base d’opérations de Montfort due à sa proximité avec les rivières Garonne et la Longe, défendue par une trentaine de chevaliers de Simon ainsi que par plus de mille deux cents fantassins. La ville est rapidement prise, mais Pierre II doit modérer l'ardeur de ses soldats qui veulent prendre également le château. Il souhaite que Montfort puisse atteindre et entrer dans le château à la tête de ses troupes pour ensuite mieux le vaincre, et il craignait que si le château était pris avant l'arrivée de Simon de Montfort, ce dernier ne change ses plans.
Effectivement, Simon IV de Montfort qui se trouvait alors à Fanjeaux, lève une troupe de mille cavaliers, arrive à Muret le 11 septembre et entre dans le château.

## La bataille

Carte de la croisade des albigeois à la date de la bataille de Muret en 1213.
Couronne d'Aragon
Vassal de la Couronne d'Aragon: Béarn
Vassal de la Couronne d'Aragon: Comminges
Vassal de la Couronne d'Aragon: Gévaudan
Vassal de la Couronne d'Aragon: Provence
Protectorat de Pierre II d'Aragon: comtés de Toulouse et de Foix
Anciens domaines de la Maison Trencavel attribués à Simon de Montfort
Autres souverainetés

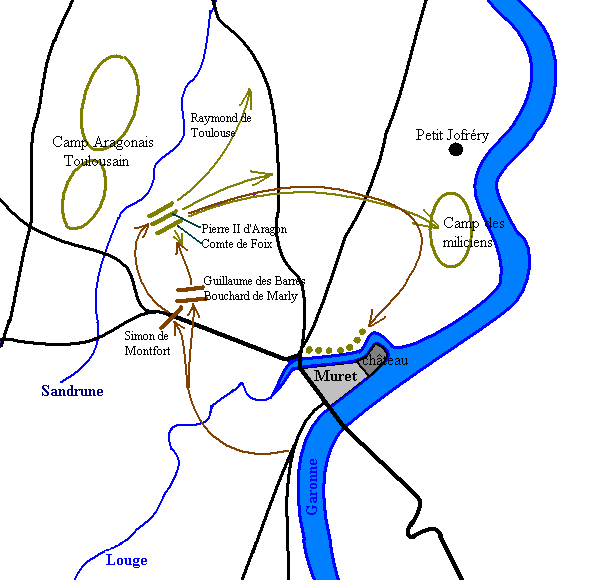
Plan de la bataille de Muret.

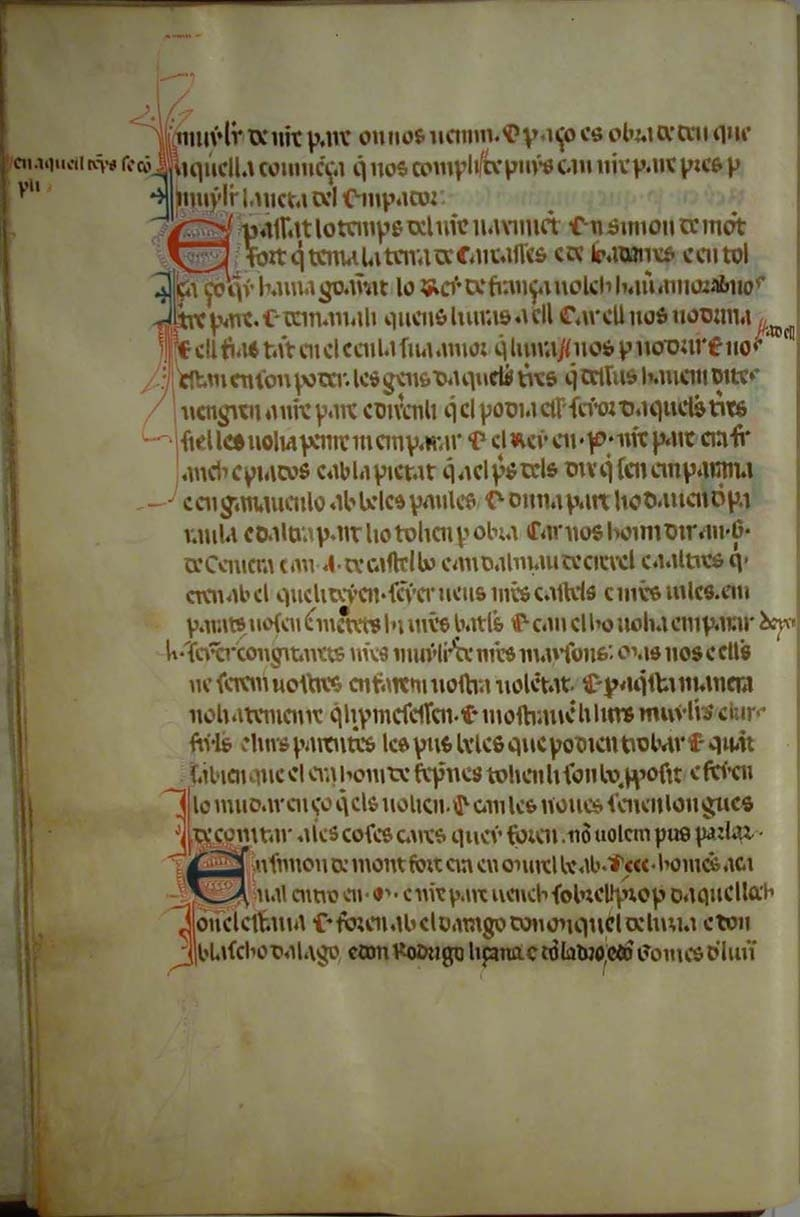
La bataille de Muret dans le Llibre dels fets.

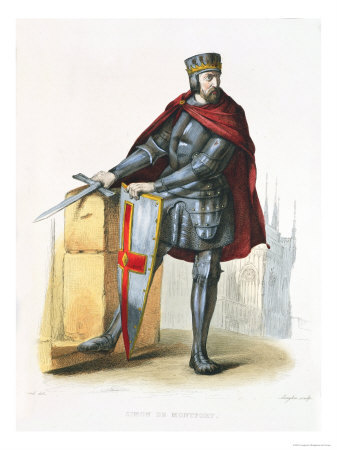
Simon IV de Montfort, illustration de 1835.

Les deux évêques, moins confiants que Simon de Montfort en la victoire, tentent d'entrer en pourparlers avec Pierre d'Aragon pour le convaincre de cesser de soutenir les barons languedociens et gascons. Le roi d'Aragon, croyant déceler dans cette démarche une faiblesse de Montfort, renonce à son plan initial, que lui aurait conseillé son beau-frère et vassal Raymond VI de Toulouse, consistant à attendre l'affaiblissement des assiégés dans Muret, et décide de livrer bataille le lendemain. Le comte de Toulouse s'y oppose, connaissant le talent tactique de Simon de Montfort, mais Pierre II le traite de lâche. De son côté, Simon, voyant que les vivres ne lui permettent de tenir que quelques jours, décide également de livrer bataille le lendemain. D'après Bernard Gui, le futur saint Dominique monte alors avec le clergé et le peuple dans l’église de Muret, et fait prier à tous le rosaire. Au matin, Simon sort de la ville avec tous ses chevaliers qui se regroupent dans la plaine à proximité de la porte de Salles. Il répartit ses troupes en trois bataillons de 300 hommes, l'un commandé par Guillaume des Barres, le second par Bouchard de Marly et le troisième par lui-même. Les trois bataillons suivent la Louge vers le sud, évitant les milices toulousaines qui, à défaut de les intercepter, auraient pu donner l'alarme. Cette manœuvre donne au contraire l'impression d'une fuite. Traversant la rivière plus loin, ils continuent en direction du camp opposé, et rencontrent la cavalerie ennemie à proximité. Le comte de Toulouse, manifestant son opposition, ne prend pas part à la bataille et reste au camp avec ses 900 hommes.
L'armée alliée au comte de Toulouse est composée de deux bataillons, l'un dirigé par le comte de Foix et composé de 200 Aragonais et 400 Fuxéens, l'autre de 700 Aragonais dirigés par Pierre II. Le bataillon de Guillaume des Barres charge aussitôt celui du comte de Foix, qu'il enfonce sans peine et qui reflue sur la ligne de Pierre d'Aragon. C'est alors que la charge de Bouchard de Marly arrive sur le lieu et continue de désorganiser les deux bataillons adverses. La mêlée est violente et tumultueuse. Rapidement deux chevaliers, Alain de Roucy et Florent de Ville, décident de viser la tête de la coalition et tuent un héraut d'armes, qui portait les habits du roi : il était courant qu'un seigneur choisisse avant la bataille d'échanger ses habits avec un de ses chevaliers pour partager la position de ses hommes et ne pas être avantagé par rapport à eux. Cette coutume est très chevaleresque mais catastrophique sur le plan stratégique. Les chevaliers se seraient étonnés que le « tueur des Maures » ait été aussi faible. Les Aragonais crurent alors que leur roi était mort et commençaient à désespérer, c'est pourquoi Pierre II proclama haut et fort qu'il était bien vivant et en pleine forme, et que le tueur de Maures allait leur montrer comment il avait gagné à Las Navas de Tolosa. Mais cette bravade lui coûta cher, il se retrouva vite submergé par les croisés et fut tué peu après par un seigneur d'Artois, Alain de Renty. Pendant ce temps, Simon de Montfort et son bataillon effectuaient un mouvement tournant pour attaquer l'ennemi sur son flanc droit.
Raymond VI de Toulouse, constatant la catastrophe des opérations telle qu'il l'avait crainte, prit alors la fuite vers Toulouse avec ses 900 hommes, sans combattre. Les survivants des deux premières lignes fuirent alors en direction de la Garonne. Les milices toulousaines, qui n'avaient pas du tout pris part à la bataille et essayaient de s'emparer de la ville et du château ne cessèrent pas leurs assauts pour autant. Les croisés s'attaquèrent alors aux milices toulousaines qui ne s'y attendaient pas et les massacrèrent : la plupart seraient morts sous les coups des croisés ou noyés en essayant d'embarquer précipitamment vers Toulouse. Cet épisode est en tout cas le véritable drame et la grande catastrophe de la croisade des Albigeois : la majorité des hommes toulousains en âge de combattre y sont morts ; ce serait entre 15 000 et 20 000 hommes qui seraient morts dans cette bataille. Les Toulousains n'en ont cependant pas tenu pour responsable Raymond VI qui a tenté d'éviter une attaque frontale face à Simon de Montfort, mais bien Pierre II qui s'est révélé trop sûr de lui et très téméraire, mais cette défaite est bien plus dure pour les Catalans dont le prince d’Aragon, fils de feu Pierre II, Jacques, était aux mains de Simon de Montfort, sans compter la mort de leur souverain.

## Conséquences
Le fils de Pierre II, Jacques, âgé de six ans, est fait prisonnier. Mais le pape demande à Simon de rendre Jacques d'Aragon à son royaume et impose une trêve, empêchant Simon d'exploiter immédiatement son avantage. Simon de Montfort remet Jacques à Monzón, en Aragon, où il fut mis sous la tutelle des Templiers aragonais et reçut l’éducation nécessaire pour sa formation royale auprès de Guillem de Montredon.
Cette défaite et la mort de Pierre II mettent fin aux velléités d'intervention de la Couronne d'Aragon contre la croisade, ce qui fera que la monarchie aragonaise se concentre alors sur la péninsule hispanique, abandonnant ses prétentions sur les territoires toulousains, fuxiens et commingeois. La bataille de Muret renforce indirectement la monarchie capétienne, comme le feront plus directement l'année suivante les deux batailles de la Roche-aux-Moines contre l'Angleterre et de Bouvines contre l'Empire germanique. Les comtes de Foix et de Comminges repartent sur leurs terres. Le comte de Toulouse part pour l'Angleterre rencontrer Jean sans Terre et laisse aux consuls de Toulouse le soin de négocier avec les chefs de la croisade.
En 1218, les Toulousains se vengèrent de Simon de Montfort qui mourut écrasé par un boulet lancé par une pierrière lors du siège de la ville. Toutefois, cette défaite à Muret mit un coup d'arrêt au culte cathare qui fut obligé de se retirer des terres occitanes menacé par le tribunal et les pressions inquisitoriales. Certains cathares durent traverser les Pyrénées et passer outre monts, bien que dans les territoires catalano-aragonais également l’Inquisition sévissait.

## Discographie
Le jeudi 12 septembre 2013, soit 800 ans jour pour jour après l'événement, est créé en l'église Saint-Jacques de Muret 1213-Bataille de Muret, épopée lyrique en 5 tableaux du compositeur Patrick Burgan. Cette œuvre, commande de l'ensemble de cuivres anciens « Les sacqueboutiers » de Toulouse, met en présence instruments à vent, percussions et chœur mixte, ainsi que 2 récitants (l'un en langue d'oc, l'autre en français) qui déclament le texte de la Chanson de la croisade albigeoise. La reprise de cette œuvre dans la grande salle d'Odyssud-Blagnac a fait l'objet d'un disque publié aux éditions Hortus.

## Sources catalano-aragonaises de la bataille de Muret
La page Viquipèdia (le Wikipédia catalan) présente quatre grandes sources médiévales traitant de ladite bataille de Muret :
- Deux livres des Quatre Grandes Chroniques catalanes :
  - Llibres dels Fets, traitant de la vie de Jacques I d’Aragon (rédigé à partir de 1230 environ)
  - Chronique de Bernat Desclot, traitant du royaume d’Aragon et de la principauté de Catalogne du comte Raymond-Bérenger IV de Barcelone jusqu’à Pierre III d’Aragon, rédigé aux environs de 1288
- Deux livres extérieurs auxdites Grandes Chroniques :
  - Chanson de la Croisade Albigeoise, par Guillaume de Tudèle et un autre auteur inconnu (1218-19). Les deux auteurs sont antagonistes puisque l’un, Guillaume de Tulède se montre en faveur de la croisade tandis que son partenaire inconnu s’y voit contre. Ils y content en vers alexandrins les évènements.
  - Hystoria Albigensis, par Pierre de Vaulx-Cernay (entre 1212-18). Il s’agit du récit d’un chroniqueur de la croisade des Albigeois décrivant les évènements du début du XIIIe siècle quant à « l’hérésie cathare ».